# 제주 정광사 소조미륵여래입상
제주 정광사 소조미륵여래입상은 대한민국 제주특별자치도 제주시 정광사에 있는 불상이다. 2014년 10월 29일 대한민국의 국가등록문화재 제621호로 지정되었다.

## 개요
근대 조각가 김복진 불상과 더불어 금산사 미륵전 불상 제작에 공모한 작품으로, 근대기 전통성과 근대성을 내포한 우수한 불상 작품이다.
조성 시기와 조성 내용이 분명한 불상으로서, 근대 불교 조각으로서의 기준작이 된다.

## 같이 보기
- 정광사

## 참고 자료
- 제주 정광사 소조미륵여래입상 - 국가유산청 국가유산포털